# Operació Cicló

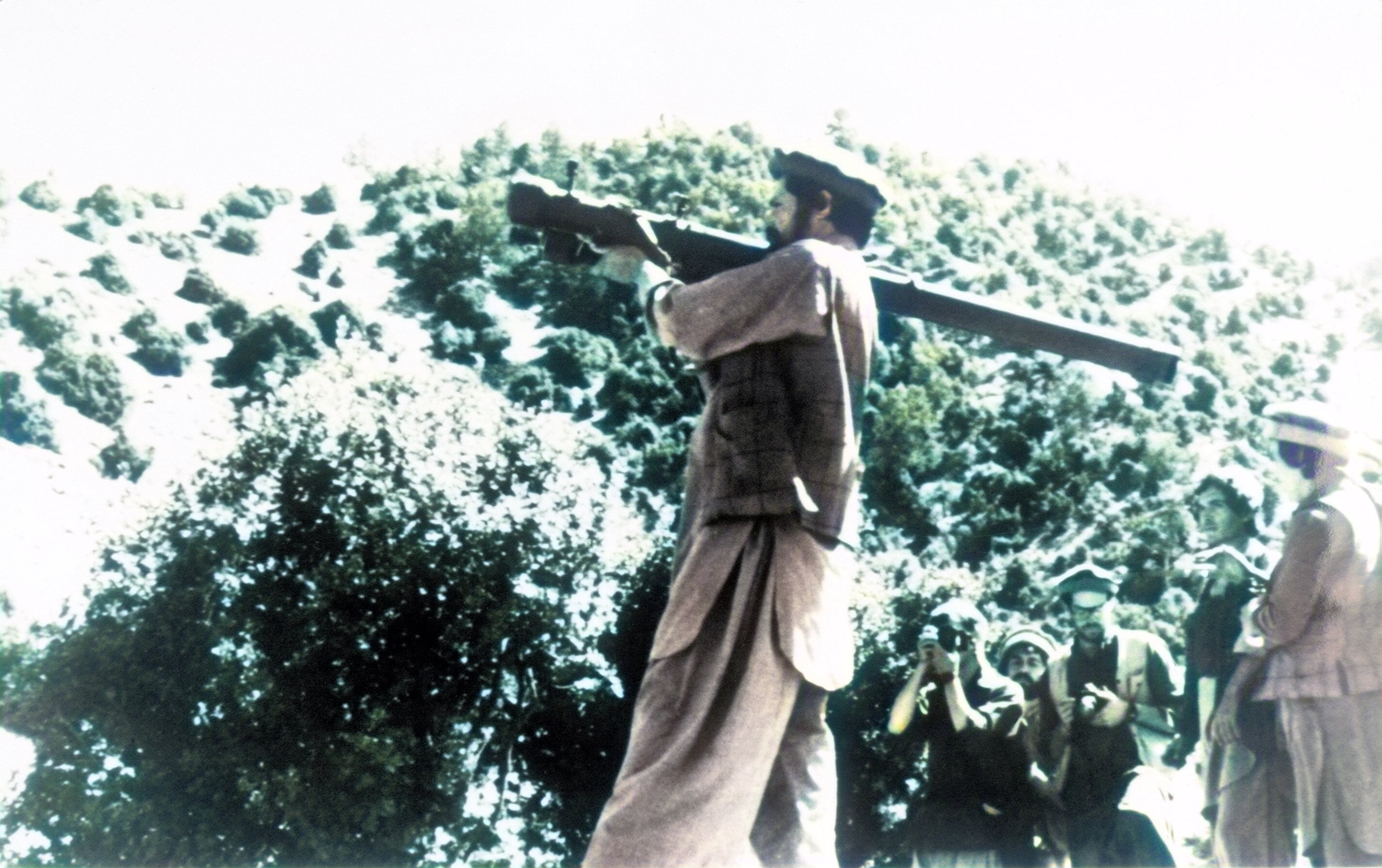
Un mujahidí dispara un míssil terra-aire SA-7 el 1988, durant la Guerra afganosoviètica.

L'Operació Cicló va ser el criptònim del programa de l'Agència Central d'Intel·ligència (CIA) estatunidenca per a reclutar fonamentalistes islàmics (després coneguts com a mujahidins) contra el govern de la República Democràtica de l'Afganistan (1978-1992) i l'Exèrcit Roig (1979-1989). L'Operació Cicló és una de les operacions de la CIA més llargues i cares portades a terme, el finançament de la qual va començar amb 20-30 milions de dòlars l'any 1980 i va assolir els 630 milions de dòlars anuals el 1987, assolint un total estimat de 40.000 milions de dòlars durant els 25 anys de durada, malgrat que el veritable cost no es coneix amb exactitud.
Zbigniew Brzezinski, el Conseller de Seguretat Nacional del president estatunidenc Jimmy Carter, va declarar que la decisió d'ajudar els mujahidins tenia el propòsit de provocar que la Unió Soviètica s'involucrés en un conflicte costós equivalent al de la Guerra del Vietnam, del que no podria desentendre's per amenaçar la frontera sud. En una entrevista el 1998 al setmanari francès Le Nouvel Observateur, Brzezinski va recordar que: 
 «No pressionem els russos per intervenir, però incrementem a propòsit la probabilitat que ho facin, Aquesta operació secreta va ser una idea excel·lent. Va tenir l'efecte d'atreure els soviètics cap al parany afganès. El dia que als soviètics van travessar la frontera, vaig escriure al president Carter: "Ara tenim l'oportunitat de donar-li a la Unió Soviètica la seva Guerra del Vietnam"».

## Programa intervencionista
El 3 de juliol de 1978, Carter va signar un decret presidencial secret que autoritzava el finançament de guerrilles anticomunistes a l'Afganistan. Això no obstant, les primeres operacions de la intel·ligència estatunidenca i britànica i la influència sobre el govern del Pakistan, totes clandestines, daten de 1973 i un primer intent de guerra civil i cop d'estat ja havia fracassat el 1975.
Després de la Guerra afganosoviètica el desembre de 1979 i la instauració del president Babrak Karmal, Carter va anunciar que «la invasió soviètica de l'Afganistan és la major amenaça a la pau des de la Segona Guerra Mundial».
Per a executar aquest programa, el president Ronald Reagan va desplegar els oficials d'operacions paramilitars de la Divisió d'Activitats Especials de la CIA per a entrenar, equipar i comandar les forces mujahidins contra l'Exèrcit Roig. Encara que la CIA i el senador texà Charlie Wilson van rebre la major atenció pels seus rols, l'ideòleg clau de l'estratègia va ser Michael G. Vickers, un jove oficial de la CIA especialista en operacions paramilitars clandestines que treballava per a Gust Avrakotos, el cap regional de la CIA al Pakistan. Amb tot, el programa d'acció encoberta de Reagan va rebre el crèdit necessari per a posar fi de la intervenció soviètica a l'Afganistan.
El programa depenia, en gran manera, de la utilització de l'Inter-Services Intelligence (ISI) pakistanès com a intermediari per a la distribució de fons, contraban d'armes, entrenament militar i suport financer dels grups contrainsurgents islamistes. Juntament amb el finançament de programes similars de l'MI6 i l'Special Air Service britànics, Aràbia Saudita i la Xina, l'ISI pakistanès va armar i entrenar a més de 100.000 soldats entre 1973 i 1992, i van animar a mercenaris dels estats àrabs a unir-se als mujahidins a l'Afganistan. Les tropes soviètiques van sortir per complet de l'Afganistan el 15 de febrer de 1989, però la guerra va continuar fins al 1992.

### Finançament
El govern dels Estats Units va oferir dos partides d'assistència econòmica i vendes militars per a reforçar el paper del Pakistan. El primer paquet d'assistència de 6 anys (1981-1987) va ascendir a 3.200 milions de dòlars, dividit equitativament entre lliurament de diners en efectiu i vendes militars. Els Estats Units també van vendre 40 caces F-16 al Pakistan en el període de 1983 a 1987 a un cost de 1.200 milions de dòlars. El segon paquet d'assistència de 6 anys (1987-1993) va sumar 4.200 milions de dòlars. Fora d'aquest, 2.280 milions van ser destinats al lliurament directe de diners o préstecs amb una taxa d'interès del 2 al 3%. La resta de l'assignació (1.740 milions) va ser usat en forma de crèdit per a compres militars. La venda d'armes no estatunidenques al Pakistan amb destinació a l'Afganistan va ser facilitada per l'Estat d'Israel. Una quantitat aproximada de 20.000 milions de dòlars en fons estatunidencs van ser introduïts al país per entrenar i equipar els grups mujahidins amb armes, incloent míssils FIM-92 Stinger, tot i que la veritable despesa no es coneix pel secretisme que va envoltar l'operació i la corrupció imperant entre els oficials militars participants.
El programa de finançament va ser incrementat anualment gràcies a la conxorxa de prominents polítics estatunidencs i oficials del govern, tals com Charles Wilson, Gordon Humphrey, Fred Ikle i William Casey. Al govern Reagan, el suport per als mujahidins va evolucionar fins a convertir-se en part central de la política exterior estatunidenca, denominada «doctrina Reagan», per la qual Estats Units proveïa de suport militar i d'un altre tipus els grups terroristes anticomunistes a l'Afganistan, Angola, Nicaragua i altres indrets del món.

## Resultats
Després de desembre de 1979, Carter va anunciar la pròpia «doctrina Carter», consistent en què els Estats Units no permetrien que cap més força, a banda d'ells, obtingués el control sobre el golf Pèrsic i que amb la presència de les seves forces navals protegirien el comerç de petroli cap a Occident. Va posar fi a l'acord de venda de cereals que tenia com a propòsit establir relacions comercials amb la Unió Soviètica i disminuir les tensions de la Guerra Freda. Les exportacions de gra havien estat beneficioses per als camperols que el conreaven, i l'embargament de Carter va marcar l'inici de les dificultats i la ruïna de molts dels petits i mitjans agricultors estatunidencs i la concentració del negoci en les grans corporacions. Així mateix, va prohibir als estatunidencs participar en els Jocs Olímpics de Moscou 1980 i va aplicar la reinstauració del servei militar obligatori per als joves.
Estats Units va canviar el seu interès a l'Afganistan després de la retirada de les tropes soviètiques el 1989, i el finançament al líder rebel Gulbuddin Hekmatyar i al seu partit Hezbi Islami va ser interromput immediatament. També es va reduir l'assistència a refugiats afganesos del Pakistan.
L'octubre de 1990, el president George Bush es va negar a confirmar que Pakistan no posseïa armes nuclears, la qual cosa va provocar la imposició de sancions contra el Pakistan sota l'Esmena Pressler de 1985 i la Llei d'Assistència Estrangera. Aquesta situació va interrompre el segon paquet d'assistència ofert el 1987 així com l'assistència econòmica i les vendes militars, amb l'excepció d'aquella assistència econòmica ja de camí cap a Pakistan. Les vendes militars i el programa d'entrenament militar van ser abandonades i es va sol·licitar que els oficials pakistanesos en entrenament als Estats Units tornessin al seu país. Molts dels mujahidins veterans de la guerra anticomunista després van formar part de les files de l'exèrcit talibà.

## Crítica
El govern estatunidenc ha estat criticat per permetre al Pakistan canalitzar una quantitat desproporcionada del seu finançament al líder rebel Gulbuddin Hekmatyar, a qui els oficials pakistanesos consideraven «el seu home». Hekmatyar ha estat acusat de matar altres mujayidins i d'atacar poblacions civils, inclòs el bombardeig de Kabul amb armes subministrades pels Estats Units, causant 2.000 morts. S'afirma que Hekmatyar va ser pròxim a Osama bin Laden, fundador d'Al Qaeda, el qual dirigia una operació de suport a la lluita de voluntaris a l'Afganistan, denominada Maktab al-Khidamat. Alarmat pel seu comportament, el líder pakistanès Muhammad Zia-ul-Haq va advertir a Hekmatyar que «fou el Pakistan qui el va convertir en un líder i és el Pakistan qui pot igualment destruir-lo si continua portant-se malament».
A finals dels anys 1980, la primera ministra pakistanesa Benazir Bhutto, preocupada per la força creixent del moviment islamista, va dir al president George Bush que «està creant un Frankenstein». Estats Units va sostenir que tots els seus fons van ser per als rebels afganesos natius i va negar que cap fons fos usat per a proveir Osama bin Laden o els mujayidins àrabs estrangers. S'estima que 35.000 musulmans estrangers de 43 països diferents, reclutats i entrenats per la CIA, van participar en la guerra.

## En la cultura popular
- La CIA en Afganistán: Operación Ciclón
- La pel·lícula biogràfica La guerra d'en Charlie Wilson, de 2007, es basa en la història del congressista demòcrata Charles Wilson que va encapçalar el suport als mujahidins als anys 1980.